# ECW World Heavyweight Championship
Het ECW World Heavyweight Championship was een professioneel worstelkampioenschap in Extreme Championship Wrestling (ECW) en World Wrestling Entertainment (WWE).
Deze wereldtitel was origineel van ECW, dat later, in 2006, gebruikt werd in de WWE op WWE ECW als ECW Championship. Op deze manier had de WWE tijdelijk drie wereldtitels: WWE Championship, World Heavyweight Championship en ECW Championship. Het was in 1994 ontstaan onder de ECW, maar werd in 1992 origineel geïntroduceerd door de voorloper van de ECW, Eastern Championship Wrestling.

## Geschiedenis

### Oorsprong
Het "ECW World Heavyweight Championship" was oorspronkelijk geïntroduceerd als het NWA-ECW Heavyweight Championship, in 1992, en op 25 april werd Jimmy Snuka de inaugurele kampioen. In begin 1990 was Eastern Championship Wrestling lid van de National Wrestling Alliance en het NWA World Heavyweight Championship, een wereldtitel van de NWA, werd vacant gesteld, in 1994. Dit leidde tot het organiseren van een toernooi en op 27 augustus 1994 veroverde Shane Douglas het NWA World Heavyweight Championship door de finale te winnen van 2 Cold Scorpio en Douglas verklaarde zich als de nieuwe ECW World Heavyweight Champion. Al snel beëindigde de ECW hun samenwerking met de NWA en het bedrijf werd van "Eastern Championship Wrestling" naar "Extreme Championship Wrestling" vernoemd. Tijdens de regeerperiode van Douglas werd de titel vernoemd tot ECW World Heavyweight Championship. De titel bleef actief tot 11 april 2001, wanneer de ECW failliet ging en gekocht werd door de WWE die alle rechten van de ECW overnam.

### Terugkeer
In juni 2006 besloot de WWE om het ECW-gevoel te doen herleven en richtte met "ECW" een nieuwe derde merk op. De andere twee merken waren "Raw" en "SmackDown". Op 13 juni 2006 werd Rob Van Dam door Paul Heyman met het ECW World Championship gekroond als het nieuwe kampioen, nadat hij op 11 juni 2006 het WWE Championship veroverde. In 2007 werd de titel vernoemd tot ECW Championship.
Op 22 juli 2008 introduceerde de ECW General Manager Theodore Long een nieuwe riemdesign voor het ECW Championship. Op 16 februari 2010 werd de titel opgeborgen nadat de WWE besloot om ECW te sluiten en Ezekiel Jackson was de laatste ECW-kampioen.

## Kampioenen

### Statistieken
| Record            | Recordhouder    | Record in cijfers  | Opmerkingen |
| ----------------- | --------------- | ------------------ | --- |
| Meest periodes    | The Sandman     | 5                  | Op de voet gevolgd is Shane Douglas met 4 periodes. |
| Langste periode   | Shane Douglas   | 406 dagen          | Dit gebeurde tijdens zijn vierde regeerperiode, tijdens de ECW-periode, in 1997. |
| Kortste periode   | Ezekiel Jackson | <3 minuten         | In de allerlaatste aflevering van WWE ECW op 16 februari 2010 veroverde Jackson de titel door Christian te verslaan en na de uitzending van de aflevering werd de titel opgeborgen. |
| Oudste kampioen   | Mr. McMahon     | 61 jaar, 248 dagen | Dit gebeurde tijdens de WWE-periode, in augustus 2007. |
| Jongste kampioen  | Mikey Whipwreck | 22 jaar, 146 dagen | Dit gebeurde tijdens de ECW-periode, in oktober 1995. |
| Zwaarste kampioen | The Big Show    | 230 kg             | Dit gebeurde tijdens de WWE-periode, in 2006. |
| Lichtste kampioen | Jerry Lynn      | 88 kg              | Dit gebeurde tijdens de ECW-periode, in 2000. |

### Lijst van ECW World Heavyweight Champions
Overzicht van worstelaars die het ECW World Heavyweight Championship hebben veroverd.

## Trivia
- Op 28 oktober 1995 werd Mikey Whipwreck, tijdens de ECW-periode, de derde ECW Triple Crown Champion nadat hij deze titel veroverde.
- Op 10 januari 1999 werd Tazz, tijdens de ECW-periode, de vierde ECW Triple Crown Champion nadat hij deze titel veroverde.
- Op 13 juni 2006 werd Rob Van Dam, tijdens de WWE-periode, de vijfde en laatste ECW Triple Crown Champion nadat hij deze titel veroverde.